# Совико
Со̀вико (на италиански: Sovico, на западноломбардски: Sùvic, Сувик) е градче и община в Северна Италия, провинция Монца и Брианца, регион Ломбардия. Разположено е на 221 m надморска височина. Населението на общината е 8121 души (към 2010 г.).
До 2004 г. общината е част от провинция Милано.